# Houserville
Houserville és una concentració de població designada pel cens dels Estats Units a l'estat de Pennsilvània. Segons el cens del 2000 tenia 1.809 habitants.

## Demografia
Segons el cens del 2000, Houserville tenia 1.809 habitants, 691 habitatges, i 496 famílies. La densitat de població era de 640,8 habitants per quilòmetre quadrat.
Dels 691 habitatges en un 37,8% hi vivien nens de menys de 18 anys, en un 62,4% hi vivien parelles casades, en un 7,5% dones solteres, i en un 28,2% no eren unitats familiars. En el 25% dels habitatges hi vivien persones soles el 6,1% de les quals corresponia a persones de 65 anys o més que vivien soles. El nombre mitjà de persones vivint en cada habitatge era de 2,62 i el nombre mitjà de persones que vivien en cada família era de 3,14.
Per edats la població es repartia de la següent manera: un 28,1% tenia menys de 18 anys, un 6,7% entre 18 i 24, un 34,3% entre 25 i 44, un 21,3% de 45 a 60 i un 9,5% 65 anys o més.
L'edat mediana era de 36 anys. Per cada 100 dones de 18 o més anys hi havia 93 homes.
La renda mediana per habitatge era de 45.673 $ i la renda mediana per família de 55.962 $. Els homes tenien una renda mediana de 39.167 $ mentre que les dones 24.950 $. La renda per capita de la població era de 20.035 $. Entorn del 2,1% de les famílies i el 6,8% de la població estaven per davall del llindar de pobresa.

## Poblacions més properes
El següent diagrama mostra les poblacions més properes.